# Job, czyli ostatnia szara komórka
Job, czyli ostatnia szara komórka – polski film fabularny (komedia) z 2006 roku w reżyserii Konrada Niewolskiego.
Film to zbiór wielu popularnych kawałów, a także opowieść o trzech przyjaciołach - Adim, Pele i Chemiku, przeżywających wiele przygód.

## Obsada
- Tomasz Borkowski - Adrian "Adi" Tujak
- Andrzej Andrzejewski - Piotrek "Pele"
- Borys Szyc - "Chemik"
- Agnieszka Włodarczyk - Karolina
- Elżbieta Jarosik - Gorzyńska
- Aleksander Mikołajczak - Krytyk filmowy
- Maria Klejdysz - Babcia Pelego
- Henryk Gołębiewski - Wujek Edi
- Arkadiusz Detmer - Łukasz z "Symetrii"
- Jerzy Schejbal - Ambasador Węgier
- Jerzy Łapiński - lekarz
- Piotr Zelt - Kibic piłkarski u lekarza
- Krzysztof Ibisz - Prowadzący teleturniej
- Janusz Onufrowicz - Rastaman
- Sławomir Sulej - Ormowiec
- Rafał Cieszyński - Instruktor fitness
- Paweł Nowisz - Instruktor jazdy
- Mirosław Kowalczyk - nauczyciel W-F
- Jan Jeruzal - dziadek kulturysty
- Michał Michalik - mały "Adi"
- Michał Włodarczyk - mały "Pele"
- Maciej Zieliński - mały "Chemik"
- Marzena Rogalska - Kobieta z taxi
- Katarzyna Bargiełowska - Woźniakowa
- Andrzej Mastalerz - Woźniak
- Piotr Nowak - mężczyzna w prosektorium